# Norges statsministre i Stockholm
Norges statsministre i Stockholm var frem til 1873 de ledende ministre i den norske regering. Efter 1873 blev de underlagt Norges statsministre i Kristiania. Stillingen ophørte efter unionsopløsningen i 1905.

## Liste
| Periode   | Navn                    |
| --------- | ----------------------- |
| 1814–1822 | Peder Anker             |
| 1822–1827 | Mathias Sommerhielm     |
| 1827      | Poul Christian Holst    |
| 1827–1828 | Jørgen Herman Vogt      |
| 1828–1841 | Severin Løvenskiold     |
| 1841–1858 | Frederik Due            |
| 1858–1871 | Georg Sibbern           |
| 1871–1884 | Otto Richard Kierulf    |
| 1884      | Wolfgang Wenzel Haffner |
| 1884      | Carl Otto Løvenskiold   |
| 1884–1888 | Ole Richter             |
| 1888–1889 | Jacob Stang             |
| 1889–1891 | Gregers Gram            |
| 1891–1893 | Otto Albert Blehr       |
| 1893–1898 | Gregers Gram            |
| 1898–1902 | Otto Albert Blehr       |
| 1902–1903 | Ole Anton Qvam          |
| 1903–1905 | Sigurd Ibsen            |
| 1905      | Jørgen Løvland          |